# Marcus Ites

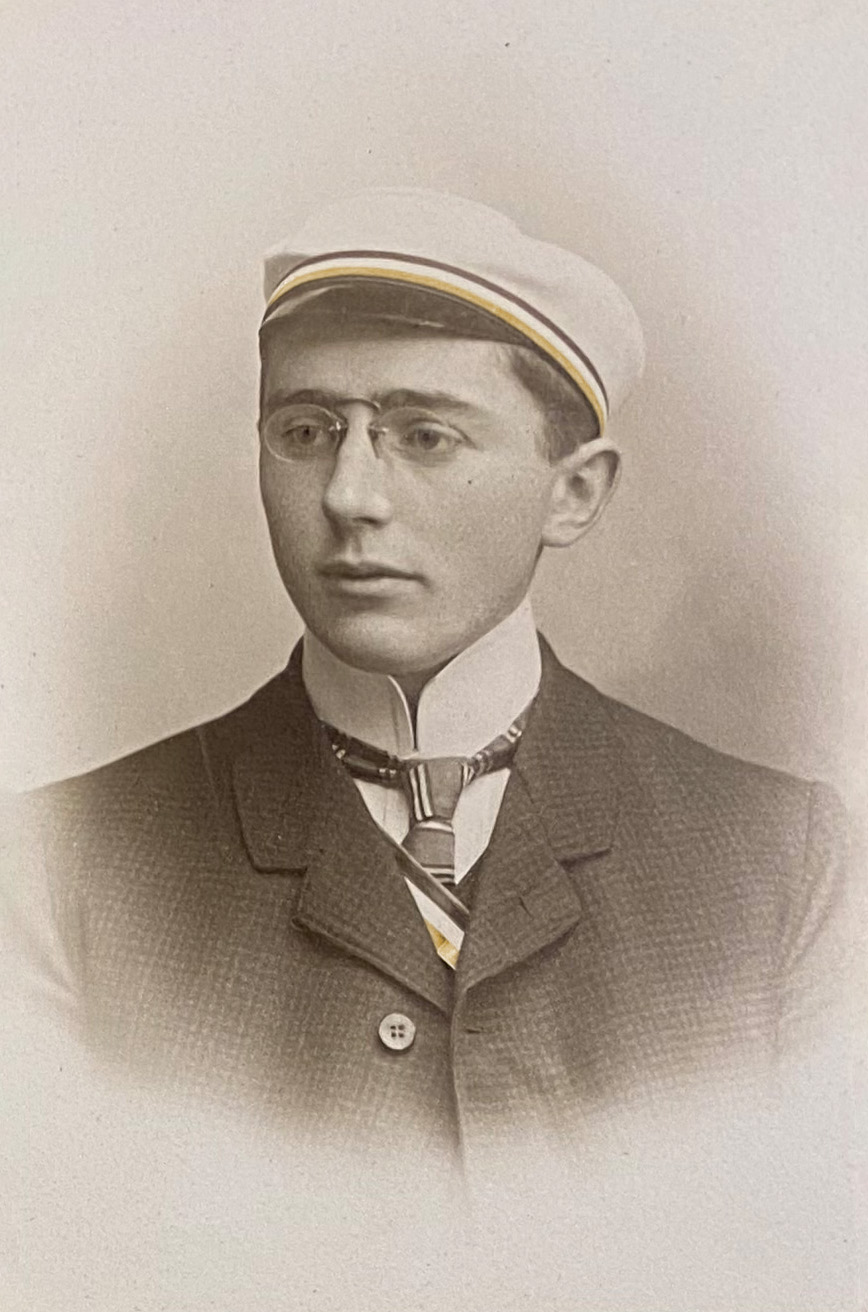
Markus Ites als Student

Marcus Relotius Ites (* 21. November 1883 in Hatzum; † 21. März 1962 in Essen) war ein deutscher evangelischer Pädagoge, Publizist und Historiker. Er war der letzte Direktor der Klosterschule Ilfeld vor der Umwandlung in eine Nationalpolitische Erziehungsanstalt (Napola).

## Leben
Sein Studium führte Marcus Ites 1903 nach Tübingen, 1904 nach Berlin und schließlich im Jahr 1908 an die Universität Göttingen, wo er es mit der geschichtswissenschaftlichen Promotion De Properti elegiis inter se conexie abschloss. Er trat als Student dem Tübinger, Berliner und Göttinger Wingolf bei. Anschließend war er von 1912 bis 1934 als Lehrer und zuletzt als Leiter an der Klosterschule Ilfeld tätig. In die Zeit an der Klosterschule fällt seine wohl bedeutendste Veröffentlichung „Die Bibel am Gymnasium“ aus dem Jahr 1932. Außerdem ordnete er eine umfassende Katalogisierung der bedeutenden Klosterbibliothek an, welche zwischen 1930 und 1932 durchgeführt wurde. Nach der zwangsweisen Umwandlung der Klosterschule in eine Nationalpolitische Erziehungsanstalt wurde Ites nach Münster versetzt. Während des Zweiten Weltkrieges erlitt der Bestand der Klosterbibliothek erhebliche Verluste. Deshalb wirkte Ites nach 1945 aktiv an der Übergabe des Altbestands in die Forschungsbibliothek Gotha mit.

## Veröffentlichungen
- De Properti elegiis inter se conexie. Diss. Göttingen, 1908
- Die Bibel am Gymnasium. München 1932
- Die Leges Scolasticae des alten Dortmunder Gymnasiums. 1952/53
- Ilias und Evangelium: Weise des homerischen und des biblischen Glaubens. 1955